# The Conspirators
The Conspirators is een Amerikaanse oorlogsfilm uit 1944 onder regie van Jean Negulesco. Destijds werd de film in Nederland uitgebracht onder de titel Het mysterie van de gouden adelaar.

## Verhaal
Tijdens de oorlog moet de Nederlandse verzetsstrijder Vincent van der Lyn vluchten naar Lissabon. Hij treft er een groep ondergedoken samenzweerders. Hun leider Ricardo Quintanilla gelooft dat een lid van de groep werkt voor de nazi's. Hij heeft de hulp nodig van Vincent om de verrader te ontmaskeren.

## Rolverdeling
| Acteur             | Personage           |
| ------------------ | ------------------- |
| Hedy Lamarr        | Irene von Mohr      |
| Paul Henreid       | Vincent van der Lyn |
| Sydney Greenstreet | Ricardo Quintanilla |
| Peter Lorre        | Jan Bernazsky       |
| Victor Francen     | Hugo von Mohr       |
| Joseph Calleia     | Kapitein Pereira    |
| Carol Thurston     | Rosa                |
| Vladimir Sokoloff  | Miguel              |
| Eduardo Ciannelli  | Kolonel Almeida     |
| Steven Geray       | Dokter Schmitt      |
| Kurt Katch         | Otto Lutzke         |